# Mar-Mac
Mar-Mac är en så kallad census-designated place i Wayne County i North Carolina. Vid 2010 års folkräkning hade Mar-Mac 3 615 invånare.